# Ruta Provincial 7 (Neuquén)
La Ruta Provincial 7 es una carretera y autovía de 260 km ubicada en al noreste de la provincia del Neuquén, Argentina. Comienza en la intersección con Av. del Trabajador (ex rotonda Della Valentina) en la ciudad de Neuquén, y finaliza en el empalme con la Ruta Nacional 40 en el paraje Auquincó, a unos 37 kilómetros de Chos Malal.

## Historia
La historia de este camino se remonta al Plan Original de Rutas Nacionales de 1935, ya que su trazado es el correspondiente a la original Ruta Nacional 234. En un principio, la Dirección Nacional de Vialidad cedió a la provincia el tramo entre San Patricio del Chañar y Auquincó, camino al cual se le asignó la actual denominación de Ruta Provincial 7 (RP7).
Hasta entonces, la RN234 se redujo al tramo de 29 kilómetros entre Neuquén y Barda del Medio, que finalmente fue cedido a la provincia en el año 1979 mediante el Decreto Nacional N° 1595 Éste atravesaba la zona de chacras de Centenario (actuales calles Belgrano y Chichero) y Vista Alegre (calle Meschini en Vista Alegre Sur y Simón Bolívar en Vista Alegre Norte).
Debido al considerable crecimiento urbano que tuvo el Área Metropolitana de Neuquén a partir de la década del 90', se llevó a cabo la duplicación de carriles entre Neuquén y Centenario. La denominada 'multitrocha' fue efectivamente inaugurada en 1994, y al mismo tiempo se asignó la concesión del tramo entre Neuquén y el Dique Ingeniero Ballester a la empresa Caminos del Comahue, que instaló un peaje en el kilómetro 8 de la multitrocha en 11 de Octubre (Centenario).
Desde su instalación, el cobro de peaje generó controversias en la población al norte de Neuquén, a tal punto que fue foco de numerosas manifestaciones. La concesión del camino fue dispuesta entre 1994 hasta 2011, pero debido a la falta de inversión y mantenimiento por parte de la empresa, en 2010 el gobierno provincial rescindió el contrato con Caminos del Comahue; y finalmente se resolvió reasignar la concesión a la empresa Corredores Viales del Neuquén S.A.
Posteriormente, el 10 de agosto de 2011 se anuló la concesión de Corredores Viales del Neuquén, y se resolvió el fin del cobro de peaje. La estación sería desmantelada para el año 2012, y aprovechando el amplio espacio alrededor de la ruta, se construyó una 4° rotonda semaforizada para el acceso al sector 11 de Octubre (Centenario). Además, en 2013 se instaló allí la segunda base del Sistema Integrado de Emergencias del Neuquén (SIEN).
En 2020, el gobernador Omar Gutiérrez anunció el inicio de la ampliación de la RP7 entre Centenario y la intersección con la autovía de la Ruta Provincial 51 (RP51) en Vista Alegre. La obra contempló la ampliación a dos carriles por sentido, y la construcción de dos rotondas (una  3ra en Centenario, y otra en el cruce con RP51).

## Recorrido
El kilómetro 0 se ubica en la intersección con Avenida del Trabajador y calle Salta en la Ciudad de Neuquén. Luego recorre la zona alta de la ciudad hacia Centenario y Vista Alegre. Este tramo de 22 kilómetros hasta el empalme con la Ruta Provincial 51 en Vista Alegre Sur comprende una autovía de doble carril por sentido de circulación.
Llegando al Dique Ingeniero Ballester en Vista Alegre Norte, se interrumpe el trazado de la ruta para cruzar a Río Negro, y continuar por 1 kilómetro hasta la Ruta Nacional 151 en Barda del Medio. Subiendo por esta última se accede a la RP69 en San Isidro, para luego recorrer 9 kilómetros a lo largo de Campo Grande hasta retomar el límite provincial, donde continúa el trazado de la RP7.
Desde el límite provincial, pasa por San Patricio del Chañar y Añelo. Desde esta última localidad, recorre 60 kilómetros hasta el cruce con Ruta Provincial 5 en el paraje Punta del Agua, intersección donde finaliza el pavimento del camino.
El último tramo comprende 116 kilómetros de camino enripiado hasta la intersección con Ruta Nacional 40 en Auquincó, a mitad camino entre Chos Malal y Buta Ranquil.

## Localidades

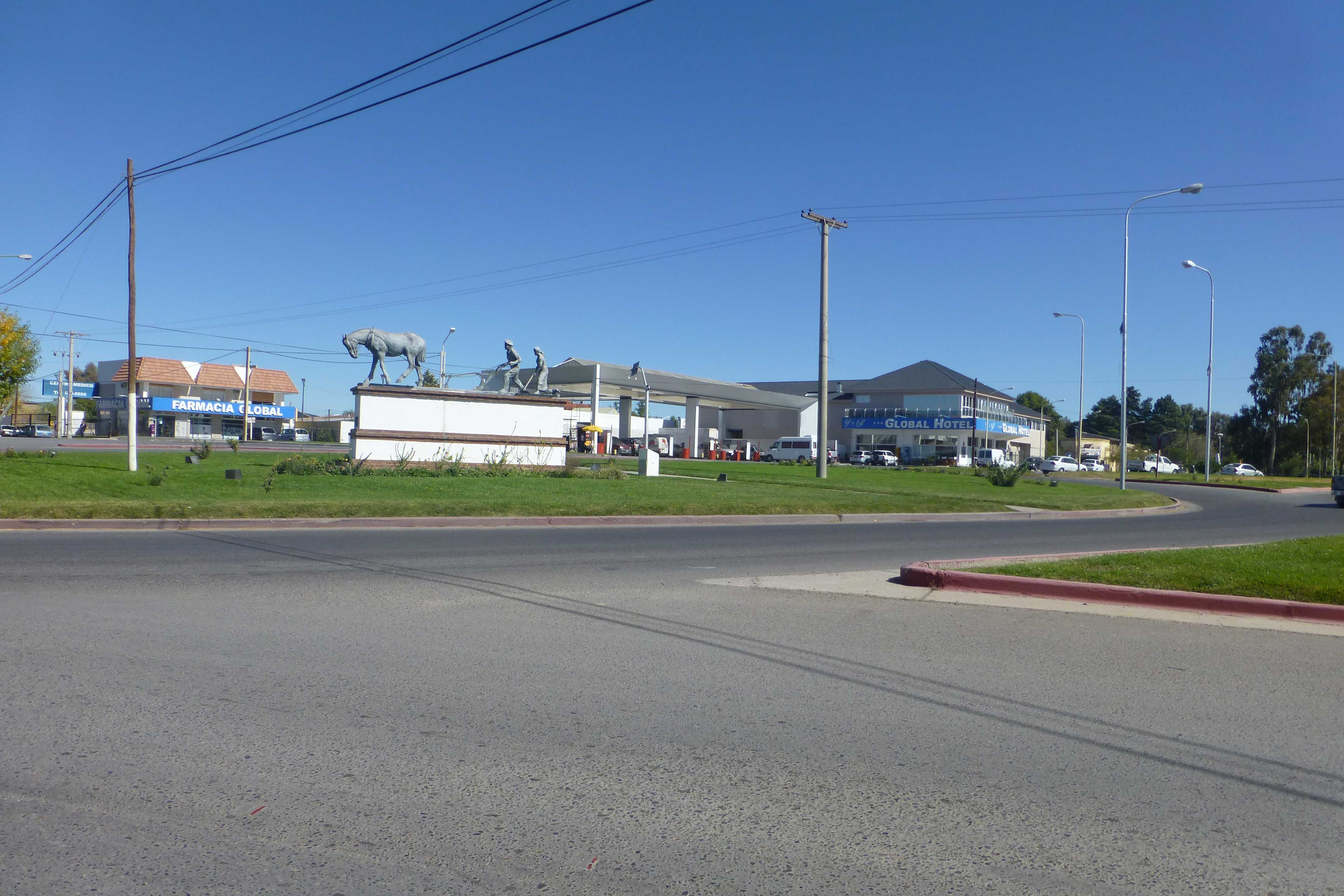
1° Rotonda en Centenario, con el "Monumento a los Pioneros".

### Confluencia
- Neuquén
- Centenario
- Vista Alegre Sur
- Vista Alegre Norte

### Añelo
- San Patricio del Chañar
- Paraje Tratayén
- Añelo
- Paraje Punta de Agua.

### Pehuenches
- Paraje Pampa de las Liebres